# Народная (гора)
На́родная (Наро́дная; коми Народа-Из, манс. Поэӈ-ур) — высочайшая гора Урала. Высота над уровнем моря — 1895 метров. Расположена на Приполярном Урале, в пределах национального парка «Югыд ва», на границе Республики Коми и Ханты-Мансийского автономного округа (граница проходит в полукилометре к западу от вершины горы).

## Название
Название было дано геологом Александром Алешковым в 1927 году во время исследовательских работ Северо-Уральской комплексной экспедиции Академии наук СССР и Уралплана 1924—1928 годов, впервые подробно изучившей самую высокогорную область Северного Урала (позднее данный район стал называться Приполярным Уралом). Несколько соседних вершин тогда также получили наименования в честь исследователей и общественных деятелей Урала: Александра Карпинского, Бориса Дидковского.
В литературе встречаются два варианта ударения: На́родная и Наро́дная. Первый обосновывается наличием у подножия горы реки На́роды, второй — имевшей место во времена СССР тенденции посвящать названия идеологическим символам нового государства, в данном случае — советскому народу (примеры: Пик Ленина, Пик Коммунизма).
Сам Алешков не оставил письменных свидетельств об использованном им ударении, но по свидетельству профессора П. Л. Горчаковского, лично знавшего инициатора экспедиции и первого её руководителя Б. Н. Городкова, Алешков все же имел в виду название Наро́дная, произведенное от русского слова «народ». Данный факт подтверждает и географ и краевед Н. П. Архипова, в прошлом обучавшаяся в аспирантуре у Б. Н. Городкова.
С таким ударением, указанным на втором слоге, гора вошла в БСЭ 1954 года. Однако, уже в 1958 году, в новом учебнике географии для вузов Милькова и Гвоздецкого, как единственно правильный приводится вариант На́родная. Впоследствии против такой интерпретации названия неоднократно высказывались учёные и писатели.
Существуют также производные от имени реки названия на языке коми «На́рода» или «На́рода-Из», которые вошли в обиход примерно между 1930 и 1950 годами. Эти названия также приведены в БСЭ 1954 года (без указания ударения) и довольно часто встречаются в научной литературе того времени. Наименование «Народа» можно увидеть и на 1 км топокарте (лист Q-41-97,98 изд. 1994г)

## История
Согласно новым письменным источникам, обнаруженным краеведом В. Г. Карелиным, уже в 1846 году гора Народная была нанесена на карту венгерским исследователем XIX века А. Регули под мансийским именем Поэн-Урр (Поэнг-Урр).

## Географическое описание
Сама гора никак не выделяется на фоне окружающих её гор Приполярного Урала. Рельеф данного района характеризуется наличием каров и цирков, в глубине которых залегают озёра. Имеются ледники и снежники.